# 古斯塔夫·奧連
古斯塔夫·奧連（瑞典語：Gustaf Aulén，1879年—1978年）是瑞典路德宗的神學家。自1913年起，他在瑞典隆德大學擔任系統神學教授；1933年，他被任命為斯特蘭奈斯（Strängnäs）的主教。

## 著作與爭議
奧連在瑞典路德宗中亦以作曲活動知名，其作品在教會中被廣泛使用。
其系統神學著作《基督教之信仰》（The Faith of the Christian Church）主要從信義宗神學的立場闡述觀點，幾乎每一主題均引用馬丁·路德的言論作為論據。書中批判了中世紀的經院哲學、士來馬赫（Friedrich Schleiermacher）的神學思想以及19世紀的唯理主義（rationalism），認為這三種思想對當時的基督教信仰影響深遠，並嘗試闡明基督教的正統信仰。
奧連亦著有關於教會歷史與倫理學的著作。其教會史著作《改教運動與大公教會》（Reformation and Catholicity）探討當時對宗教改革的討論，包括若干羅馬著名神學家的思想，並分析宗教改革所倡導的「大公性」概念，其中涉及若干信條與傳統。其倫理學著作《基督教的倫理概念》（The Ethical Conception of Christianity）由授課講義整理而成，旨在比較基督教倫理與其他倫理觀的差異，使讀者對倫理學有概略認識。
在救贖論方面，奧連提倡古典的基督教救贖論——又稱「得勝的基督」理論。他於1930年在德國發表論文《得勝的基督》（Christus Victor），翌年出版成書。該理論在新約與早期教會中曾廣為流傳，在啟蒙運動前亦是西方神學的主流，其核心主張為：「罪惡與壓迫的權勢已被徹底擊敗。」
在19世紀，自由主義神學主流中存在兩種不同救贖觀：一種是與坎特伯里的安瑟倫（Anselm）相關的補贖論（客觀觀點），認為贖罪象徵神的內在改變；另一種是與亞伯拉德（Peter Abelard）相關的道德影響論（主觀觀點），強調贖罪改變人的主觀意識。而奧連重提的「得勝的基督」理論則以馬丁·路德的思想為基礎重新介紹此觀點。他早在《基督教之信仰》第三篇及第二十六章已提及此觀點，並稱之為神在基督裡與人復和的得勝行動，將十字架視為「戰鬥與得勝」的象徵，認為其最終戰勝了束縛人類的黑暗權勢，成為神與人復和的途徑。
在《得勝的基督》一書中，奧連區分了三種歷史上主要的救贖理論：「得勝的基督理論」（Christus Victor）、安瑟倫的補贖論（the satisfaction theory）、亞伯拉德的道德影響論（moral influence theory，或稱榜樣說）。他稱安瑟倫的觀點為「拉丁觀點」，而亞伯拉德的觀點則與蘇西尼主義（Socinianism）相關，並於啟蒙運動時期興起。
奧連認為，其提倡的「得勝的基督」理論可避免另外兩種觀點的缺點，因此又被稱為「戲劇說」（dramatic theory），視救恩為一場真實的救贖劇。該理論主張神在基督裡與邪惡爭戰並取得勝利。奧連認為，此觀點可見於保羅神學之中，四福音書亦充滿了基督與邪惡衝突的描寫，而約翰著作中的上帝與黑暗權勢對立的思想，最終透過基督之死得勝，顯示聖經支持該救贖觀。他將救贖與和解視為完全出於神的作為。
儘管奧連稱此理論為古典觀點（classical view），亦有學者質疑其歷史基礎，認為這只是眾多解釋之一。該理論雖迴避了法律角度的困難，並維持贖罪的客觀性，但對於為何必須透過十字架而非其他方式完成救贖，仍未提出充分解釋。